# Munga tänav (Tartu)
La rue des mMines (estonien : Munga tänav) est une rue de Tartu en Estonie.

## Présentation
Munga tänav est une rue de la vieille ville de Tartu d'une longueur d'environ 355 mètres.
Elle part du boulevard Vabaduse puiestee et se termine à la rue Jakobi tänav.
La place Peeter Põllu est située au bord de Munga tänav.

## Étymologie
Le nom de la rue vient du monastère dominicain situé à proximité, sur le site de la cathédrale de l'Assomption de Tartu.
Au Moyen Âge, l'église du monastère dominicain Marie-Madeleine de Tartu était située en bordure de la rue Munga.
En (1932), à l'occasion du 300ème anniversaire de l'Université de Tartu, la rue a ete nommée Peeter Põllu en l'honneur de Peeter Põllu, l'un des fondateurs de l'université de langue estonienne. 
Le 14 octobre 1949, la rue est devenue Pioneeri tänav. Ensuite, elle a été rebaptisée rue Khatchatour Abovian, en l'honneur de l'écrivain arménien qui a étudié à Tartu (1830-1836).

## Lieux et bâtiments

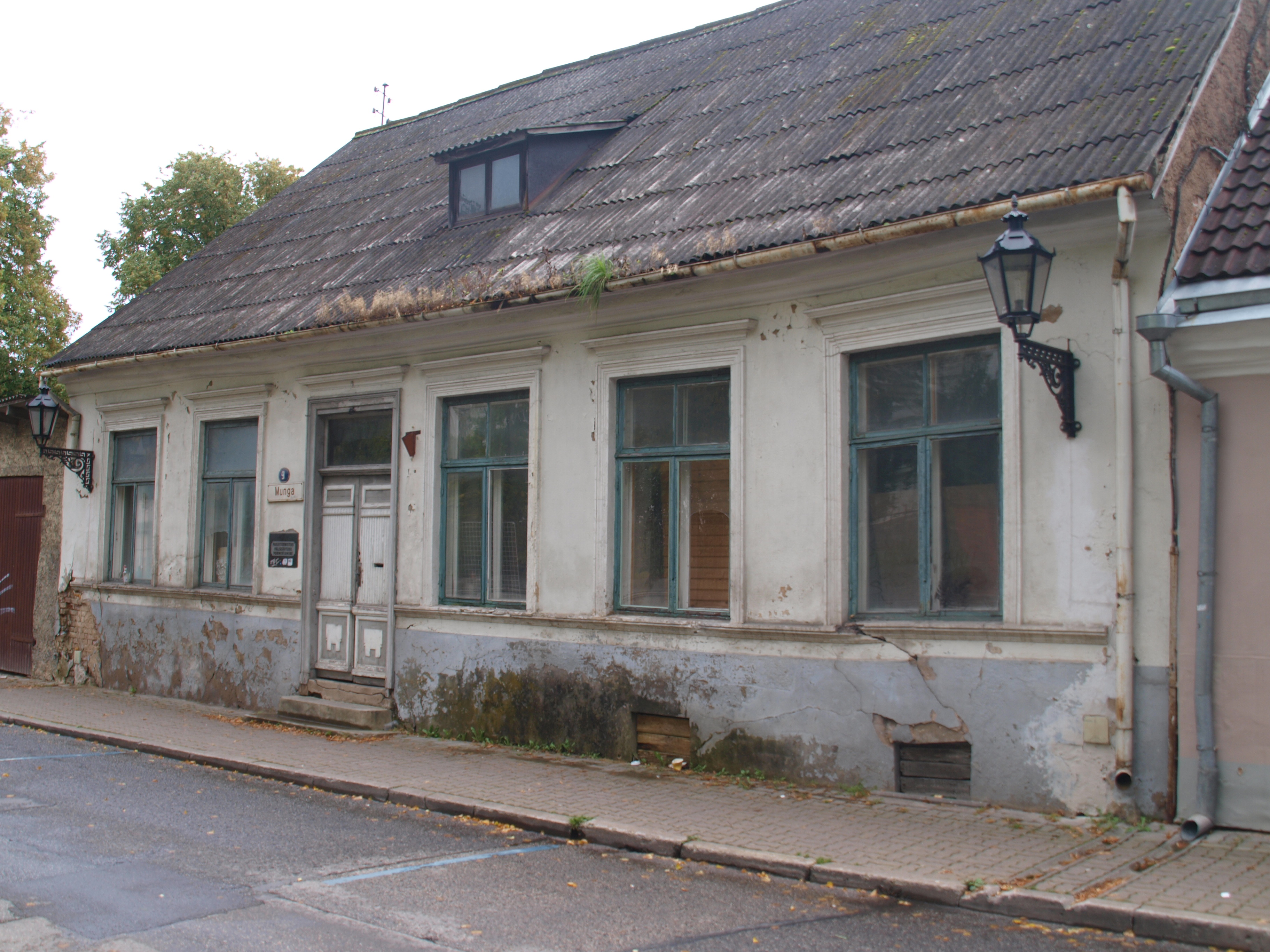
Munga 9
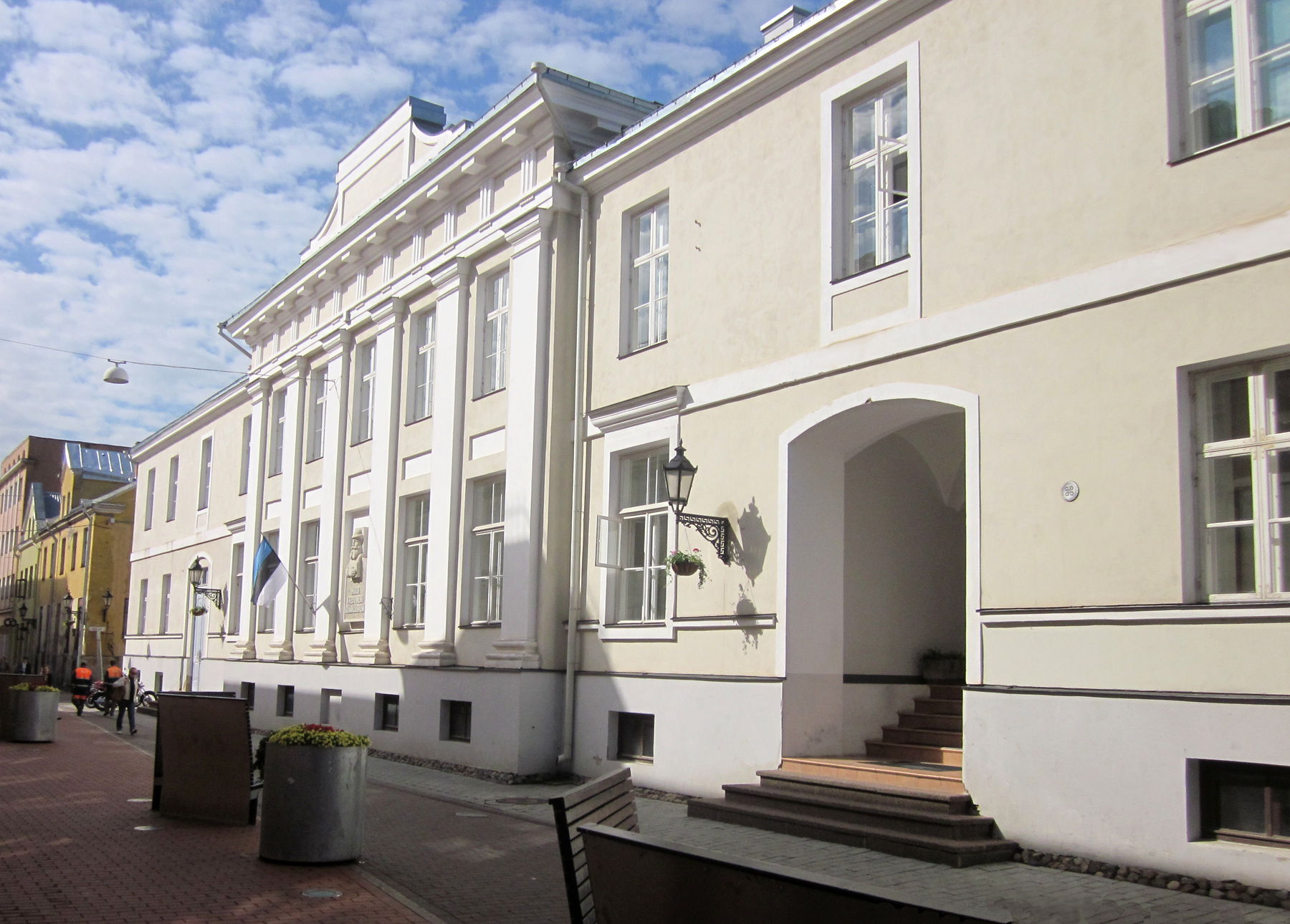
Munga 12, Lycée Hugo-Treffner
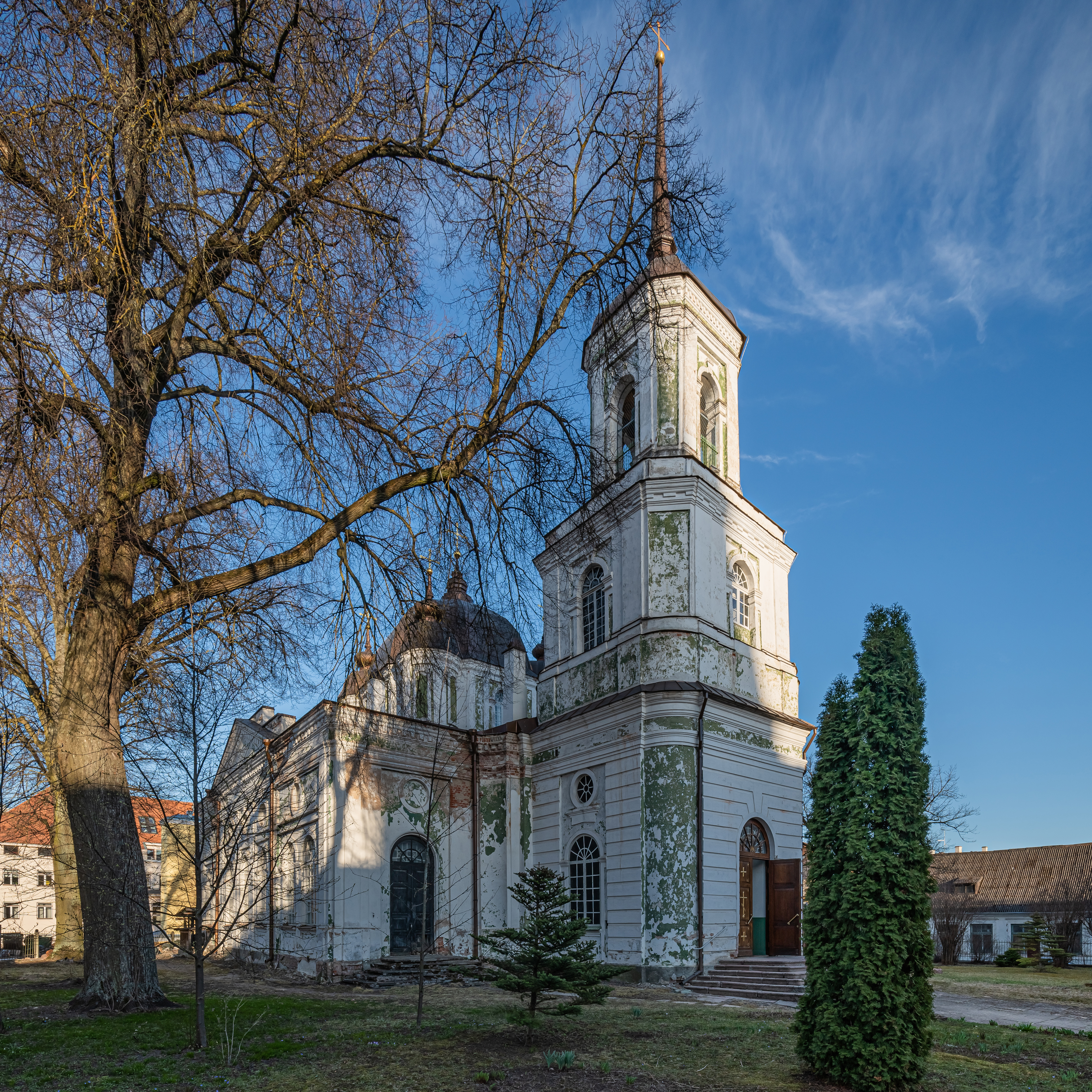
Munga 14, cathédrale de l'Assomption
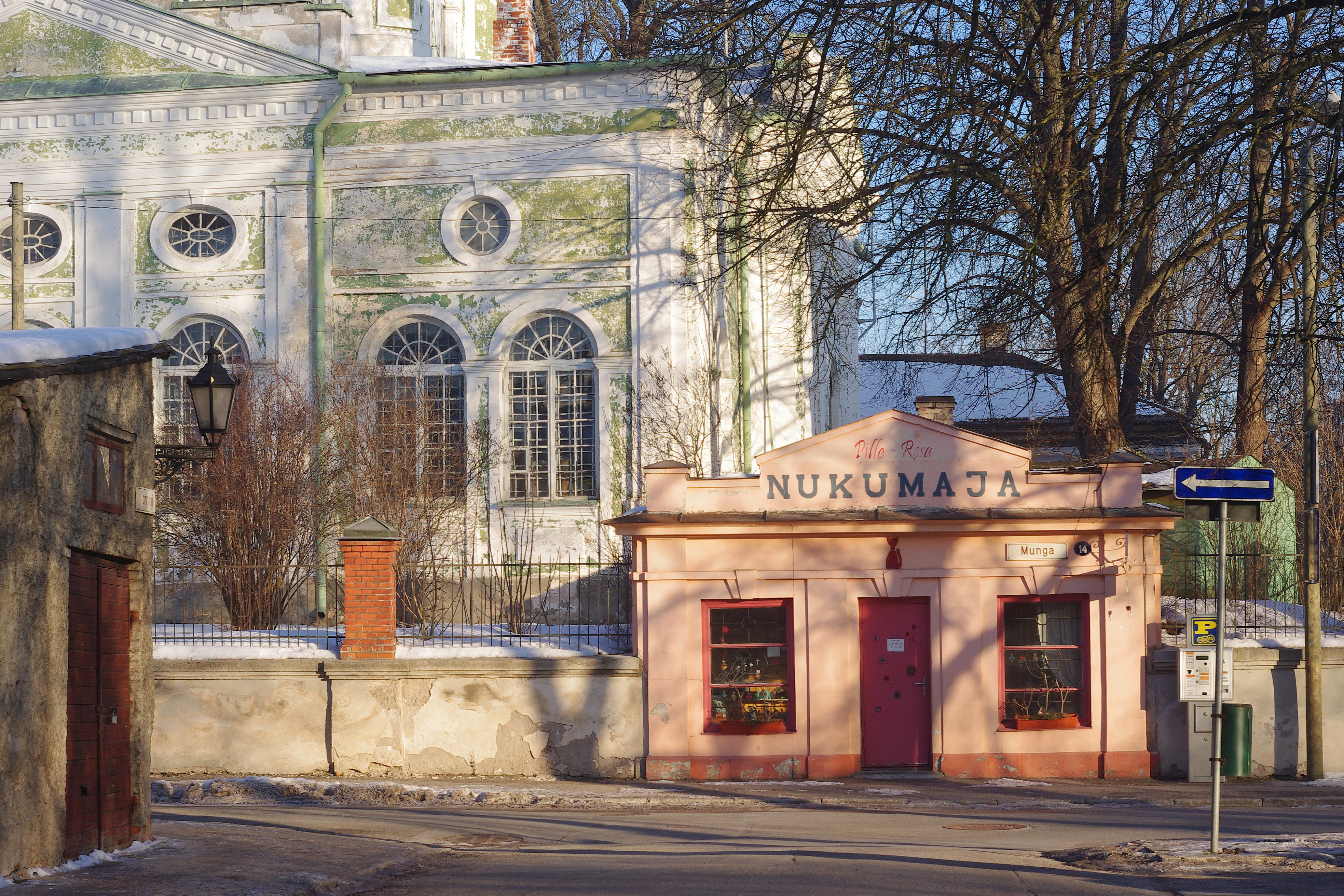
Munga 14, magasin de poupées
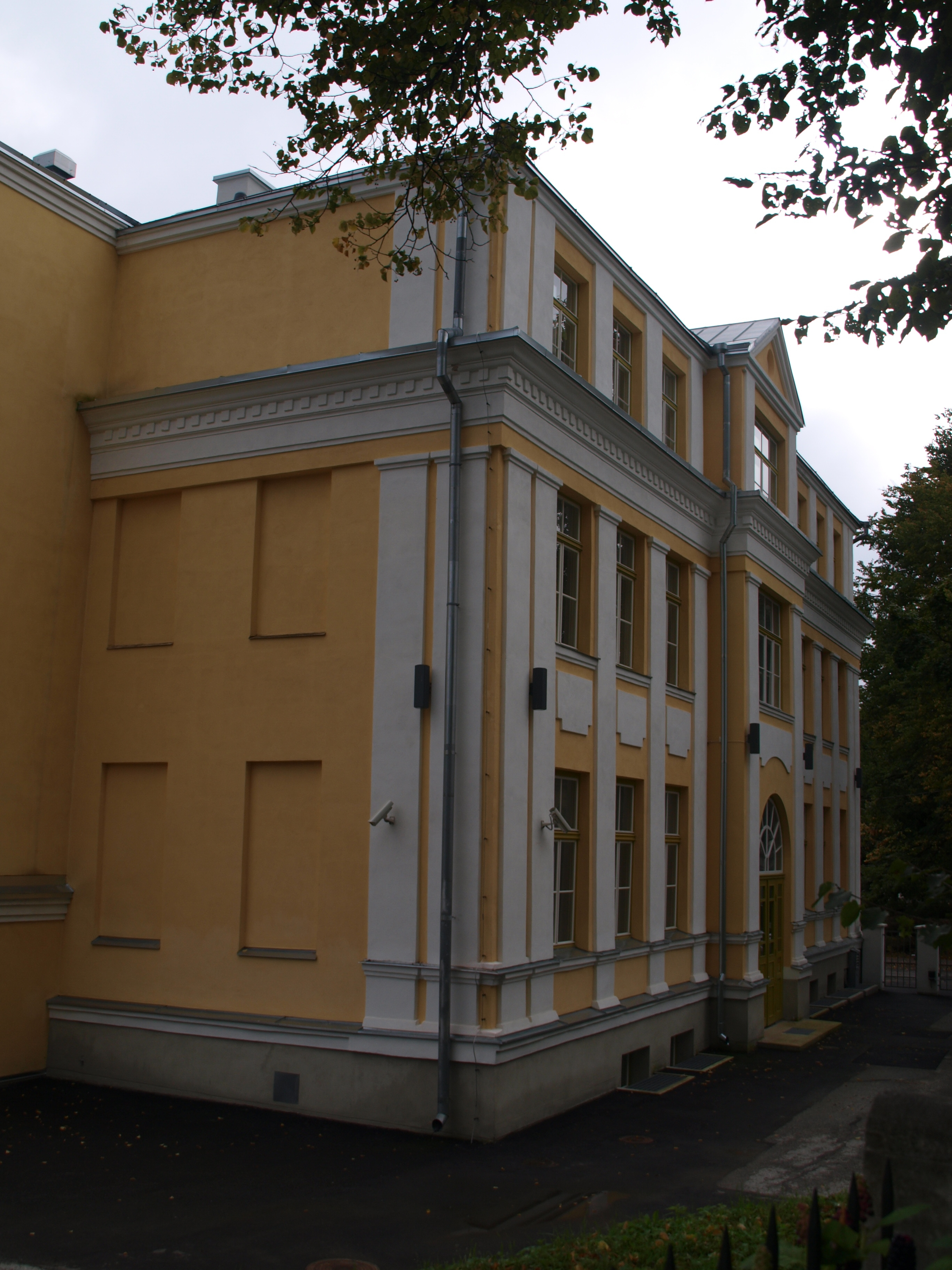
Munga 16, Lycée russe